# Glena plumosaria
Glena plumosaria är en fjärilsart som beskrevs av Alpheus Spring Packard 1874. Glena plumosaria ingår i släktet Glena och familjen mätare. Inga underarter finns listade i Catalogue of Life.